# Дохунда (фильм, 1956)
«Дохунда» — советский фильм 1956 года, снятый на Сталинабадской киностудии режиссёром Борисом Кимягаровым по одноимённому роману С. Айни.

## Сюжет
«Дохунда» (в переводе с таджикского «бедняк», «бродяга») — экранизация одноимённого романа С. Айни о судьбе бесправного батрака Ёдгора, ставшего активным участником Революции и строителем новой жизни в советском Таджикистане.

От бунтарства одиночек до массового революционного пробуждения путь таджиков, раскрытый в судьбе героев картины Ёдгора и Гульнор.
Побег Ёдгора от хозяина, разлука с любимой, освобождение из тюрьмы Красной Армией, приход в революцию сознательным бойцом.
В. Шкловский произвёл в сценарии некоторые изменения по сравнению с романом С. Айни, обогатил образ коммуниста Абдулло, ввёл новое действующее лицо — русского рабочего Савченко. Но уделил недостаточно внимания внутреннему миру Едгора и Гульнор.— История советского кино: 1952—1967. — М.: Искусство, 1978. — с. 255

## В ролях
- Тахир Сабиров — Ёдгор, батрак по прозванию «Дохунда» (нищий)
- Зухра Каримова — Гульнар
- Асли Бурханов — Абдулла, кузнец, бесстрашный революционер
- Абдулхамид Нурматов — Сафар
- Василий Козлов — Савченко
- Мухаммеджан Касымов — Азимшах, бай
- Захир Дусматов — Исомиддин
- Алим Ходжаев — Хаит-гург
- Шариф Урунов — Ёдгор в детстве
- Усман Салимов — Бозор
- Шамси Джураев — Ясавул
- Абдульхайр Касымов — Рустам
- Гурминдж Завкибеков — эпизод
- Туфа Фазылова — эпизод
- Хаким Зарипов — эпизод
- Нина Зарипова — эпизод
- Холида Зарипова — эпизод
- Георгий Бобынин — эпизод

## О фильме
Сталинабадская киностудия после отъезда эвакуированных в войну кинематографистов в первые послевоенные годы не снимала ни одного художественного фильма, и спустя десять лет «Дохунда» стала первой за долгое время полнометражной художественной картиной киностудии, из-за отсутствия опыта не во всём удачная, но обозначившая новый этап развития таджикского кино.

Фильм «Дохунда» явился творческой заявкой для большинства его создателей. Б. Кимягаров до этого работал в документальном кино. Интересно подошли к трудному многообразному материалу оператор Ф. Сильченко, художники П. Веременко и Д. Ильябаев. Актёры Т. Сабиров и З. Каримова, впервые снимавшиеся в кино, несмотря на искренность исполнения, были недостаточно убедительны. Неудачу молодых исполнителей восполнило мастерство ведущих артистов республиканской сцены особенно М. Касымова. Психологически достоверно исполнение А. Бурхановым роли коммуниста Абдулло.— История советского кино: 1952—1967. — М.: Искусство, 1978. — с. 255